# Stipan Krunoslav Ivičević
Stipan Krunoslav Ivičević, v italských pramenech Stefano Ivichievich (24. ledna 1801 Drvenik – 16. prosince 1871 Makarska), byl rakouský spisovatel, novinář, jazykovědec a politik chorvatské národnosti z Dalmácie, během revolučního roku 1848 poslanec Říšského sněmu, představitel autonomistického směru dalmatské politiky, usilujícího o nadnárodní dalmatskou identitu.

## Biografie
Pocházel z rodiny drobných pozemkových vlastníků z okolí Makarske. Rok navštěvoval katolickou školu nedaleko svého rodiště a po několik let střední školu v Makarske. V roce 1817 byl v raném věku jmenován úředníkem na prefektuře v Makarske. Své právnické znalosti získal samostudiem, zejména četbou. Na sklonku života je uváděno, že byl schopen číst ve třiceti jazycích. V roce 1820 byl prohlášen za karbonáře, uvězněn a obviněn z velezrady. Po dvaceti měsících vazby (v Zadaru) byl propuštěn. V letech 1822–1837 působil v okrajových pozicích v justici jako advokát. Koncem 30. let se pak v souvislosti s regulací státní byrokracie musel těchto funkcí vzdát a převzal po otci obchod. Koncem 40. let 19. století se stal starostou města Makarska.
Byl aktivní v kulturních, jazykových a národnostních debatách v Dálmácii. Od roku 1825 se věnoval chorvatské literatuře. Od roku 1835 spolupracoval s Ljudevitem Gajem a jeho listem Danica Ilirska. Jistý historik ho označil za dalmatského Ljudevita Gaje. Historik Dominique Reil ho ve své knize zase popisuje coby stoupence Ilyrismu, ovšem s důrazem na Dalmácii. Na rozdíl od některých etnicky nevyhraněných italsko-chorvatských aktivistů pocházel Ivičević z jazykově jasně chorvatského prostředí. Doma nemluvil italsky, neabsolvoval vysoké školy. Italsky se naučil až četbou knih. Publikoval též v listu Zora dalmatinska. Ovlivnil ho Niccolò Tommaseo, etnický Ital z Dalmácie, který se ale zajímal o slovanskou a ilyrskou myšlenku. Oceňoval jeho regionální dalmatské vlastenectví. Udržoval s ním ve 40. letech častou korespondenci. Zasílal mu chorvatské lidové písně ze svého regionu. Podílel se na debatách o standardizaci chorvatského jazyka v Dalmácii, přičemž podporoval jeho založení na lidové, současné mluvě. Uvažoval o sepsání srovnávacího slovníku slovanských jazyků (Pangrafia) a předpokládal možnost vzniku jednotného ilyrského jazyka. Založil list Biokovac, ve kterém se zasazoval o zavedení chorvatštiny do úředního a soudního jazyka v Dalmácii.
Během revolučního roku 1848 se zapojil do politického dění. Ve volbách roku 1848 byl zvolen na rakouský ústavodárný Říšský sněm. Zastupoval volební obvod Makarska v Dalmácii. Uvádí se jako statkář. Patřil ke sněmovní levici. V státoprávních otázkách podporoval připojení Bosny k Dalmácii a rozvoj Dalmácie jako obchodného centra výměny mezi balkánským vnitrozemím a pobřežím. V zemi měl vzniknout svobodný přístav napojený na vnitrozemí železníční tratí. Uznával nutnost zrovnoprávnění Slovanů, ale odmítal sloučení Dalmácie s Chorvatskem, přičemž jako důvod uváděn kulturní italské dědictví a specifickou samosprávu dalmatských měst. Jako prostředek k smíření Italů a Chorvatů oživil svůj projekt Pangrafie a navrhoval redukovanou italštinu jako jazyk společné komunikace. V lednu 1849 dokonce kvůli tomu zorganizoval slyšení u rakouské akademie věd a napsal i osobní žádost k mladému císaři Františku Josefovi. Na Říšském sněmu nebyl pro svou neznalost němčiny příliš aktivní. Vystupoval jen v otázkách přímo se týkajících Dalmácie a trvale odmítal její anexi k Chorvatsku.
Po rozpuštění sněmu setrval ve Vídni do května 1849, pak se vrátil do Dalmácie a v 50. letech opakovaně, neúspěšně psal petice úřadům ohledně svého projektu Pangrafie.
Patřil do politického proudu dalmatských autonomistů (nazývaní autonomaši, pejorativně též talijanaši), kteří prosazovali multietnickou dalmatskou identitu. Byl editorem oficiálního dvojjazyčného dalmatského listu Osservatore dalmato. Své názory korigoval v roce 1866, kdy se u pobřeží Dalmácie odehrály vojenské střety mezi Rakušany a Italy. Prohlásil tehdy, že je hrdým slovanským anexacionistou. Představitelé slovanského politického bloku změnu jeho postojů uvítali. Od roku 1871 (podle jiného zdroje již dříve) byl poslancem Dalmatského zemského sněmu. V závěru života již zcela přešel na pozice chorvatského národního hnutí. Byl nadále starostou Makarske.